# Ortoklas
Ortoklas, med den kemiska formeln KAlSi3O8, är ett fältspatsmineral bestående av kaliumaluminiumsilikat. Ortoklas är beträffande den kemiska sammansättningen identiskt med mikroklin. Namnet kommer från grekiskans orthós (ὀρτός) som betyder rak eller rätvinklig och klásis (κλάσις) som betyder brott. Förekommer i många magmatiska bergarter. Ortoklas bildas vid hög temperatur, och vid den temperaturen är natrium-aluminiumsilikat (albit) löslig, men när temperaturen sjunker fälls denna ut om den är i minoritet. Om det sker i mycket tunna strängar (mindre än en mikrometer) i en transparent ortoklas uppstår det ljusbrytningsfenomen, som ger stenen ett blåaktigt skimmer. Sådan blåskimrande ortoklas kallas även månsten. Eftersom ortoklas sakta omvandlas till det kemiskt sett identiska mineralet mikroklin, är ortoklas vanligast i yngre eruptivbergarter.

## Bildning och varianter
Ortoklas är en vanlig beståndsdel i de flesta graniter och andra felsiska magmatiska bergarter och bildar ofta enorma kristaller och massor i pegmatit.
Typiskt bildar den rena kaliumänddelen av ortoklas en fast lösning med albit, natriumänddelen (NaAlSi3O8), av plagioklas. Medan den långsamt svalnar i jorden, bildas natriumrika albitlameller genom utlösning, vilket berikar den återstående ortoklasen med kalium. Den resulterande sammanväxten av de två fältspatarna kallas pertit.

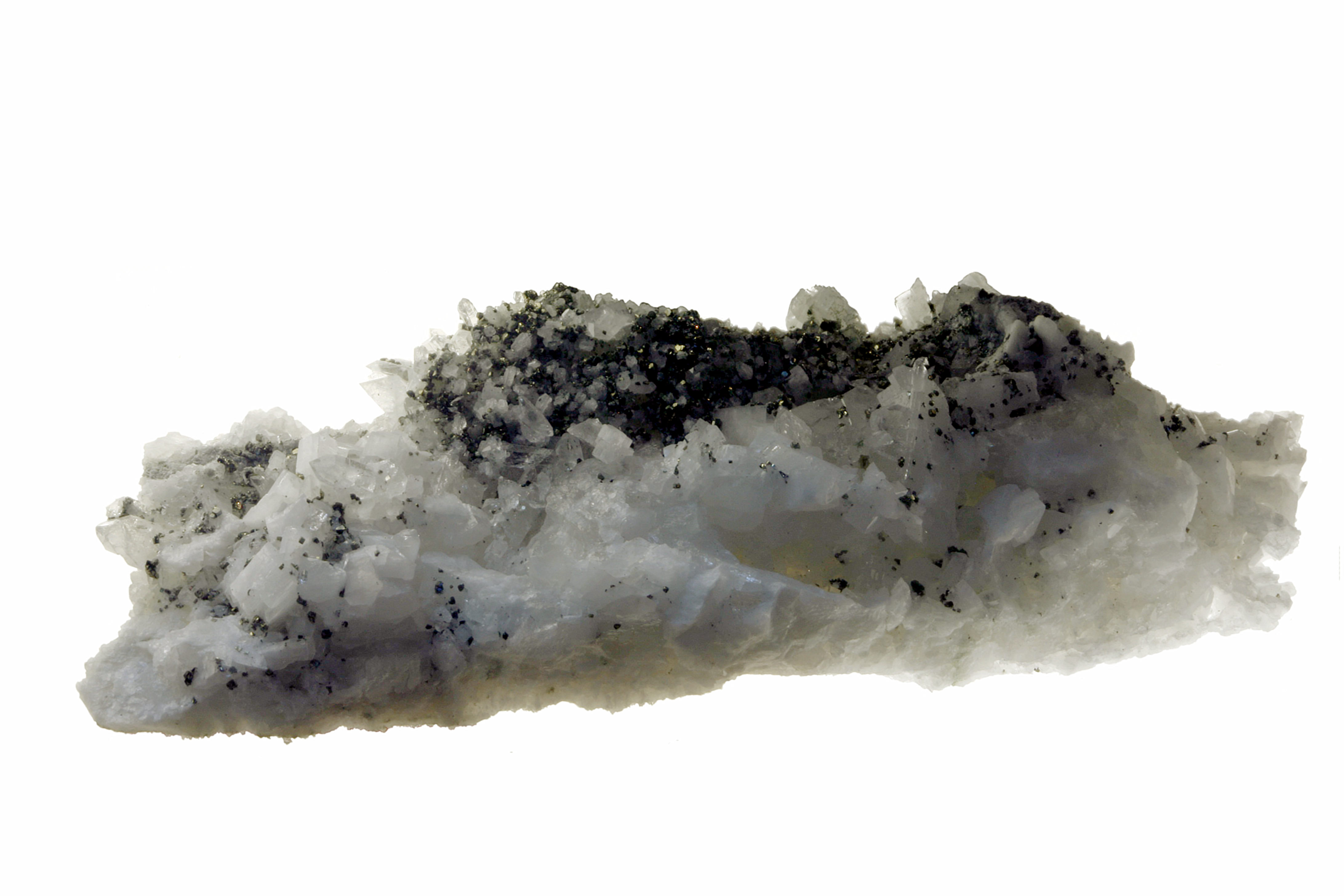
Adularia (KAlSi_{3}O_{8}) med pyritinslag (FeS_{2})

Den högre temperatur-polymorfen av KAlSi3O8 är sanidin. Sanidin är vanligt i snabbt kylda vulkaniska bergarter såsom obsidian och felsic pyroklastiska bergarter, och finns särskilt i trakyter i Drachenfels, Tyskland. Den lägre temperatur-polymorfen av KAlSi3O8 är mikroklin.
Adularia är en lågtemperaturform av antingen mikroklin eller ortoklas som ursprungligen rapporterades från hydrotermiska lågtemperaturavlagringar i Adula-alperna i Schweiz. Den beskrevs första gången av Ermenegildo Pini 1781. Den optiska effekten av adularescens i månsten beror vanligtvis på adularia.
Den största dokumenterade enkristallen av ortoklas hittades i Uralbergen i Ryssland. Den mätte cirka 10 m × 10 m × 0,4 m och vägde cirka 100 ton.

## Användning
Tillsammans med de andra kaliumfältspatarna är ortoklas en vanlig råvara för tillverkning av vissa glas och en del keramik som porslin och som beståndsdel i skurpulver.
Vissa sammanväxter av ortoklas och albit har en attraktiv blek lyster och kallas månsten när de används i smycken. De flesta månstenar är genomskinliga och vita, även om grå och persikofärgade varianter också förekommer. I gemologi kallas deras lyster adularescens och beskrivs vanligtvis som krämig eller silvervit med en "bågig" kvalitet. Den är Floridas delstatssten.
Ädelstenen som vanligtvis kallas regnbågsmånsten är mer korrekt en färglös form av labradorit och kan särskiljas från "äkta" månsten genom dess större genomskinlighet och färgspel, även om deras värde och hållbarhet inte skiljer sig särskilt mycket.
NASA:s Curiosity-rover-upptäckt av höga halter av ortoklas i sandstenar från Mars antydde att vissa bergarter från Mars kan ha upplevt komplex geologisk bearbetning, såsom upprepad smältning.